# Michael Sorkin
Michael D. Sorkin (Washington D. C., 2 de agosto de 1948-Nueva York, 26 de marzo de 2020) fue un arquitecto, autor y educador estadounidense residente en la ciudad de Nueva York. Fue considerado como una voz provocativa y polémica en la cultura contemporánea y en el diseño de lugares urbanos a comienzos del siglo XXI.

## Vida y carrera
Sorkin fue un arquitecto y urbanista cuya práctica abarcó diseño, planificación, crítica y enseñanza. Recibió una licenciatura de la Universidad de Chicago en 1970, y una maestría en arquitectura del Instituto de Tecnología de Massachusetts (M.Arch '74). También obtuvo una maestría en inglés de la Universidad de Columbia (MA '70). Fue director fundador de Michael Sorkin Studio, una práctica de diseño global con sede en Nueva York con intereses especiales en planificación urbana, diseño urbano y urbanismo verde. 
Sorkin fue crítico de la arquitectura de la casa de The Village Voice en la década de 1980, y fue autor de numerosos artículos y libros sobre temas de arquitectura contemporánea, diseño, ciudades y el papel de la democracia en la arquitectura. Sorkin fue copresidente del Institute for Urban Design, una organización de educación y defensa, y vicepresidente del Urban Design Forum en Nueva York. En 2013, Sorkin recibió el premio Design Mind otorgado por el Cooper Hewitt, Smithsonian Design Museum.

### Muerte
El 26 de marzo de 2020, Sorkin murió en Nueva York a los setenta y un años a causa de las  complicaciones derivadas de la enfermedad de COVID-19 causado por el virus del SARS-CoV-2.

## Planificación urbana
Michael Sorkin Studio en la ciudad de Nueva York se centra principalmente en la práctica profesional en el ámbito público urbano. Sorkin diseñó proyectos ambientales en Hamburgo, Alemania, y propuso planes maestros para la capital palestina en el Este de Jerusalén, y el paseo marítimo de Brooklyn y la Plaza de Queens en la ciudad de Nueva York. Sus estudios urbanos han sido objeto de exposiciones en galerías, y en 2010 recibió el premio de la Academia Americana de las Artes y las Letras en arquitectura. Sorkin se presentó regularmente en conferencias regionales, nacionales e internacionales, y se desempeñó como asesor y miembro del jurado en numerosos comités profesionales, incluidos el Concurso de Diseño Guggenheim Helsinki, el Premio Aga Khan de Arquitectura de Aga Khan Trust for Culture, el Premio de Diseño Chrysler, el New York City Chapter del American Institute of Architecture, Architectural League of New York, y en el área de diseño de redacción y comentario, para Core 77.

### Proyectos de planificación urbana (selección)
- 1994: Plan maestro para el Brooklyn Waterfront.[17]
- 1994: Propuesta de Südraum Leipzig.[18]
- 1998: Plan maestro del campus Alternativo de la Universidad de Chicago.[19]
- 2001: Propuesta para el área de renovación urbana de Arverne en la península de Rockaway, Queens, NY[20]
- 2001: Un plan para el Bajo Manhattan.[21]
- 2004: Proyecto para Penang Peaks, Penang, Malasia.[22]
- 2005: Plan maestro para New City, Chungcheong, Corea del Sur.[23]
- 2009: Seven Star Hotel, Tianjin Highrise Building, Tianjin, China.[24]
- 2010: Estudio de caso: Alimentando a Nueva York en Nueva York. 3er Foro Internacional Holcim 2010 en la Ciudad de México.[25]
- 2010: Plan para el Bajo Manhattan. Exposición, Nuestras ciudades: el futuro del transporte en la vida urbana Centro de arquitectura, Greenwich Village, NY[26]
- 2012: concepto para Xi'an, edificio de oficinas del aeropuerto de China[27]
- 2013: 28+: MOMA PS1 Rockaway.[28]
- 2013: Encuesta del sitio del estadio de fútbol de la ciudad de Nueva York.[29]
- 2013: Una propuesta alternativa para NYU.[30]

## Reconocimiento profesional
- 2009, 2010: Miembro de la Academia Americana de Artes y Ciencias.
- 2010: Premio de Arquitectura de la Fundación Graham
- 2013: Cooper Hewitt, Premio Smithsonian Design Museum Design Mind.
- 2015: John Simon Guggenheim Memorial Foundation Fellow en Arquitectura, Planificación y Diseño[31]

## Experiencia académica
Sorkin fue un educador a nivel universitario. Ocupó cargos de profesor de urbanismo y director del Instituto de Urbanismo de la Academia de Bellas Artes de Viena de 1993 a 2000. Fue profesor visitante en muchas escuelas, incluida, durante diez años, la Cooper Union de Nueva York. Sorkin también ocupó la Hyde Chair en la Universidad de Nebraska – Lincoln College of Architecture, la Davenport Chair en la Facultad de Arquitectura de la Universidad de Yale, y el Taubman College of Architecture and Urban Planning, Eliel Saarinen Visiting Professorship, Universidad de Míchigan. Ha sido profesor invitado y crítico en la Architectural Association School of Architecture en Londres, Harvard Graduate School of Design, Cornell University College of Architecture, Art, and Planning, University of Illinois: Urbana Champaign, Aarhus School of Architecture, Copenhague, Dinamarca, y el London Consortium.
Dedicado a la educación arquitectónica para el cambio social, Sorkin supervisó el trabajo de campo en entornos afligidos como Johannesburgo, Sudáfrica y La Habana, Cuba. Coorganizó el "Proyecto Nueva Orleans" con los colaboradores Carol McMichael Reese y Anthony Fontenot, para dar apoyo posterior a Katrina. En 2008, Sorkin fue nombrado Profesor Distinguido de Arquitectura de la Universidad de la Ciudad de Nueva York.

## Escritura
Sorkin tuvo una amplia carrera como escritor de arquitectura. Escribió sobre los temas de la arquitectura contemporánea y la dinámica urbana, a lo largo de las dimensiones del ambientalismo, la sostenibilidad, la peatonalización, el espacio público, la cultura urbana y el legado de los enfoques modernistas de la planificación urbana. Fue miembro del Comité Internacional de Críticos Arquitectónicos. Durante diez años, Sorkin fue crítico de arquitectura para The Village Voice, y escribió para Architectural Record, The New York Times, The Architectural Review, Metropolis, Mother Jones, Vanity Fair, Wall Street Journal, Architectural Review y The Nation. Como editor de volúmenes, organizó publicaciones de varios autores y contribuyó con ensayos a una variedad de publicaciones de arquitectura. También fue autor de muchos libros.

### Libros
- Sorkin, M. y Beede Howe, M. (1981) Go Blow Your Nose. Nueva York: St. Martin's Press.[48]
- Sorkin, M. (1991) Exquisite Corpse: Writing on Buildings. Londres: Verso.[49]
- Sorkin, M. (1993) Local Code: The Constitution of a City at 42° N Latitude. Nueva York: Princeton Architectural Press. (1993)[50]
- Sorkin, M. (1997) Traffic In Democracy. Ann Arbor, Míchigan: Facultad de Arquitectura y Planificación Urbana de la Universidad de Míchigan.[51]
- Sorkin, M. (2001) Some Assembly Required. Minneapolis: University of Minnesota Press.[52]
- Sorkin, M. (2002) Pamphlet Architecture 22 : Other Plans: University de Chicago Studies, 1998–2000. Nueva York: Princeton Architectural Press.[53]
- Sorkin, M. (2003) Starting From Zero: Reconstructing Downtown New York. Nueva York: Routledge.[54]
- Sorkin, M. (ed.) (2005) "Against the Wall: Israel's Barrier to Peace." Nueva York: Norton.[55]
- Sorkin, M. (2008) Indefensible Space: The Architecture of the National Insecurity State. Nueva York: Routledge.[56]
- Sorkin, M. (2009) Twenty Minutes in Manhattan. Londres: Reaktion.[57]
- Sorkin, M. (2011) All Over The Map: Writing on Buildings and Cities. Londres: Verso.[58][59]